# Natàlia Lapitskaia
Natàlia Lapitskaia   (Berdiansk, 12 d'agost de 1962), de casada Natàlia Tsigankova (Наталья Цыганкова), és una ex-jugadora d'handbol ucraïnesa de naixement però nacionalitzada russa, que va competir sota bandera de la Unió Soviètica, durant la dècada de 1980.
El 1988 va prendre part en els Jocs Olímpics de Seül, on guanyà la medalla de bronze en la competició d'handbol. En el seu palmarès també destaquen dues medalles d'or al campionat del món d'handbol, el 1982 i 1986.
A nivell de clubs jugà a l'Azot de Nevinnomissk (fins 1986); el Rostov-Don (1986-1990), amb qui guanyà una lliga soviètica i la Recopa d'Europa de 1990; i el Budućnost Podgorica (1990-1999), amb qui guanyà sis lligues iugoslaves. Un cop retirada passà a exercir d'entrenadora en diferents equips i seleccions nacionals.